# 福岡アジア美術館
福岡アジア美術館（ふくおかアジアびじゅつかん）は、福岡県福岡市博多区下川端町3番1号の博多リバレイン7階・8階にある、福岡市が運営する美術館である。1999年（平成11年）3月6日に開館した。

## 概要
アジア各国の近現代を中心とした絵画等を系統的に収集、保管、展示を行っているという点では世界唯一の美術館。

## 主な収蔵品
- 『シリーズNo.3』　ファン・リジュン（方力鈞）（中国）
- 『山の野辺送り』ワン・ホンジェン（王宏剣）（中国）
- 『我、北京天安門を愛す  #29』ルオ三兄弟（羅氏三兄弟）（中国）
- 『水滴』キム・チャンギョル（金昌烈）（韓国）
- 『マーラの戦い』タワン・ダッチャニー（タイ）

## 交通アクセス
- 福岡市交通局（地下鉄空港線・箱崎線）中洲川端駅下車 徒歩すぐ
- 西鉄バス川端町・博多座前バス停下車 徒歩すぐ